# Футулусу
Футулусу — река в России, протекает по Агульскому району Дагестана. Длина реки составляет 15 км. Площадь водосборного бассейна — 36 км².
Начинается на южном склоне хребта Джуфудаг, течёт в южном направлении через сёла Фите и Гоа. Устье реки находится в 47 км по левому берегу реки Чирагчай в Гоа. Основной приток — река Аркирух — впадает слева.

## Данные водного реестра
По данным государственного водного реестра России относится к Западно-Каспийскому бассейновому округу, водохозяйственный участок реки — Самур. Речной бассейн реки — Терек.
Код объекта в государственном водном реестре — 07030000412109300002699.